# Julia Krüger
Julia Krüger (* 28. Oktober 1990 in Dingelstädt) ist eine deutsche Moderatorin und Journalistin. Sie moderierte bei den deutschen Fernsehsendern Joiz Germany und RTL II You.

## Leben
Krüger wuchs in Dingelstädt im Eichsfeld auf und absolvierte 2009 ihr Abitur. Nach einem Auslandsaufenthalt in Australien studierte sie von 2010 bis 2013 Medienwesen und Rhetorik an der Hochschule diemedienakademie in Hamburg, wo sie unter anderem mit der Moderation des Filmfestblogs Erfahrung sammelte. Zudem besuchte sie während ihres Studiums mehrere Schauspielworkshops und spielte in verschiedenen Werbespots mit.
Von 2013 bis 2015 war Krüger Bestandteil des Moderatorenteams des Fernsehsenders Joiz Germany, wo sie eine offene Talentschau gewann. Sie moderierte dort bis zur Einstellung hauptsächlich das Nachrichtenmagazin Noiz und danach im Wechsel mit anderen Moderatoren des Senders die Sendungen Check-In und Live & Direkt. Innerhalb der Sendung Check-In fungierte sie zudem als feste Moderatorin für die wöchentliche Filmrubrik Cut. Im Oktober 2015 verließ sie den Jugendsender Joiz und wechselte zu RTL II, wo sie das Magazin Klub live aus Berlin moderierte. Zwischen 10. Februar 2016 und 31. Januar 2018 moderierte Krüger jeden Mittwoch um 22 Uhr die Sendung Weekly Wahnsinn auf Rocket Beans TV.
Am 30. Mai 2016 kehrte Krüger aufgrund einer Kooperation mit dem RTL-II-Ableger RTL II You zurück zu Joiz Germany. Dort moderierte sie die interaktive Sendung Hype – Das Selfie-Magazin, welche auf beiden Sendern parallel ausgestrahlt wurde.
Krüger lebt in Berlin und heiratete nach elf Jahren Beziehung ihren Lebensgefährten am 1. September 2018. Im Juli 2020 wurden sie Eltern eines Sohnes.

## Projekte
- 2011–2012: Filmfestblog (Moderation)
- 2012: Problemväter (Sitcom für das Internet)
- 2013–2015: Moderation des Nachrichtenmagazins Noiz (Joiz Germany)
- 2015: Moderation der Shows Check-In & Live & Direkt (Joiz Germany)
- 2015–2016: Moderation des Magazins Klub (RTL II)
- 2016–2018: Moderation bei Weekly Wahnsinn (Rocket Beans TV)
- 2016: Moderation der Sendung Hype – Das Selfie-Magazin (RTL II You)
- 2017: It Takes 2 (mit Daniel Hartwich) (RTL)
- 2017: The Big Music Quiz
- seit 2019: Moderation der Sportsendung ran eSports (ProSieben Maxx)
- 2020: Moderatorin bei dem Onlineevent "Gamevasion"[10]